# Pauline Chalamet
Pauline Hope Chalamet (New York, 25 gennaio 1992) è un'attrice, sceneggiatrice e produttrice cinematografica statunitense con cittadinanza francese nota principalmente per essere la sorella di Timothée Chalamet e, incidentalmente, per aver interpretato Joanne nel film del 2020 Il re di Staten Island, diretto da Judd Apatow, e Kimberly Finkle nella commedia drammatica HBO Max The Sex Lives of College Girls.
Chalamet è inoltre la co-fondatrice della società di produzione Gummy Films, fondata nel 2019 ed attraverso la quale ha prodotto la commedia nera What Doesn't Float del 2023.

## Biografia

### Primi anni
Pauline Chalamet è nata a New York, figlia primogenita di Nicole Flender e Marc Chalamet, e cresciuta nell'edificio per artisti sovvenzionato dal governo federale a Manhattan Plaza, nel quartiere di Hell's Kitchen, Manhattan. La madre è una newyorkese di terza generazione, proveniente da una famiglia di origine ebraica con discendenze russe e austriache, impiegata come agente immobiliare presso The Corcoran Group ed ex-ballerina di Broadway con una laurea in francese presso la Yale University e precedentemente insegnante di lingua e danza. Il padre, francese protestante nativo di Nîmes, è un editore dell'UNICEF ed ex-corrispondente di Le Parisien a New York. Suo fratello minore è l'attore Timothée Chalamet. Sua nonna paterna, trasferitasi in Francia, era canadese. Il suo nome è un omaggio dei genitori al film di Éric Rohmer Pauline alla spiaggia. Nel descrivere la sua famiglia, Chalamet l'ha definita "molto borghese".
Chalamet è cresciuta bilingue inglese e francese. Durante l'infanzia ha trascorso diverse estati a Le Chambon-sur-Lignon, nell'alta Loira, a casa dei nonni paterni, cosa che l'ha portata a incorporare alcune usanze francesi nella sua vita quotidiana. L'amore per la Francia era tale che da adolescente ha chiesto a suo padre di non risponderle se gli avesse parlato in inglese. Ha preso lezioni di pianoforte sin da bambina e fino all'ultimo anno di liceo. Nel 2001, ha iniziato a frequentare la School of American Ballet e, all'età di 10 anni, ha preso parte alla produzione di Sogno di una notte di mezza estate come ballerina a Broadway. Ha inoltre frequentato l'École supérieure de danse de Cannes Rosella Hightower in Francia. Chalamet ha frequentato la School of American Ballet fino al 2010, quando ha dovuto rinunciare definitivamente alla carriera di ballerina a seguito di un incidente in bicicletta. Sebbene fosse indecisa riguardo la carriera di attrice, ha dichiarato che il momento cruciale che l'ha spinta a decidere di intraprenderla è stato l'aver visto Liev Schreiber in Talk Radio nel 2006. Dopo aver frequentato diverse scuole è stata ammessa alla Fiorello H. LaGuardia High School dove si è dilpomata in recitazione nel 2010.
Inizialmente contraria all'idea di andare al college, si è successivamente iscritta al Bard College, laureandosi nel 2014 in teatro e scienze politiche. Durante gli anni di studio, Chalamet ha lavorato nella biblioteca scolastica e in una fattoria per ripagare i suoi prestiti universitari. Ha inoltre svolto uno stage presso l'International Crisis Group, durante il quale ha brevemente preso in considerazione l'idea di diventare un avvocato per i diritti umani. Dopo il college, Chalamet ha svolto diversi lavori saltuari, tra cui barista, revisore di bozze e babysitter, cominciando a scrivere tempo libero. In seguito ha deciso di trasferirsi a Parigi senza farlo sapere alla famiglia, cui l'ha comunicato solo dopo aver firmato il contratto di locazione. Nel 2016 è stata accettata per un apprendistato di recitazione presso lo Studio Théâtre d'Asnières, dove ha riacquistato interesse per la recitazione. Nel periodo passato a Parigi ha poi trovato un agente con sede a New York, svolgendo un provino durante una visita alla sua famiglia.

### Carriera

#### 1999–2020: I primi ruoli
Chalamet ha iniziato la sua carriera con piccoli ruoli in programmi televisivi come Una vita da vivere e Royal Pains. Dal 2016 in poi ha lavorato a cortometraggi come Je Suis Mes Actes e Between Fear and Laughter, che ha scritto e diretto. Nel 2017 ha scritto Agnes et Milane, diretto da Tristan Tilloloy, è apparsa in Margot e ha recitato in Gravats di Hong Kai Lai. Nel 2018 ha scritto The Group Chat e ha recitato nell'episodio pilota della produzione canadese La Ville. 
Nel 2019 ha scritto un altro cortometraggio, Entre Deux Mondes, diretto da Myriam Doumenq, e ha interpretato Marion in Comme des Grands per la regia di Ania Gauer e Julien Gauthier: per questo ruolo ha vinto il premio come miglior attrice nella sezione IndieXFilmFest del Los Angeles Film Festival. L'anno successivo ha recitato in altri tre cortometraggi: Je Suis la Nouvelle Adjani di Khady N'Diaye, Seasick di Lindsey Ryan e Canines di Abel Danan, selezionato per il Festival internazionale del film fantastico di Gérardmer.

#### 2020–presente
Nel 2019 è stata scelta per il ruolo di Joanne nella commedia di Judd Apatow Il re di Staten Island, uscita nel 2020. Lo stesso anno ha co-fondato la società di produzione Gummy Films assieme a Rachel Walden e Luca Balser. Nel corso del 2020 è apparsa nel ruolo di Sveta in due episodi della webserie francese Les Engagés. Il 14 ottobre 2020, è stato riportato da Variety, che avrebbe interpretato Kimberly "la migliore studentessa di una scuola superiore pubblica della classe operaia in un umile sobborgo dell'Arizona" nella commedia di Mindy Kaling The Sex Lives of College Girls per HBO Max. La prima stagione della serie è stata trasmessa dal 18 novembre 2021, mentre la seconda dal 17 novembre 2022.
Nel 2023, tramite Gummy Films, Chalamet ha co-prodotto il cortometraggio Lemon Tree, diretto dalla co-fondatrice Rachel Walden e presentato in anteprima durante la Quinzaine des Réalisateurs a Cannes. Ha inoltre recitato nel film What Doesn't Float da lei co-prodotto e diretto dal co-fondatore di Gummy Films Luca Balser. Il film è stato proiettato in anteprima il 10 giugno 2023 al Lighthouse International Film Festival. Nel settembre 2023 ha partecipato al podcast Meet Cute: Kerri, ed è stata premiata dalla Creative Coalition ai Television Humanitarian Awards del 2023. È apparsa nel ruolo di Paola nella serie televisiva francese di Iris Brey Split, assieme a Alma Jodorowsky e Jehnny Beth. La serie è andata in onda il 24 novembre 2023.
Nel 2024 è apparsa nei panni di Leah nella commedia di Nathan Silver, Between the Temples. David Ehrlich di IndieWire, ha descritto il suo cameo nel film come «da morire dal ridere», mentre Laura Bradley di The Daily Beast, lo ha definito «gloriosamente contorto».
Chalamet apparirà al fianco di Jermaine Fowler nel thriller di Steve Pink Chimera, di cui è anche produttrice con la Gummy Films. Nel febbraio 2024, ha iniziato le riprese del nuovo film di Antonin Peretjatko, ancora senza titolo.

## Vita privata
A partire dal 2022, Chalamet vive a Parigi e divide il suo tempo tra New York e Los Angeles. È una lettrice accanita e ha un club del libro assieme alle sue amiche. In media legge un libro a settimana, ma il suo preferito è Il conte di Montecristo di Alexandre Dumas.
Nel giugno 2024, ha annunciato di essere in attesa del suo primo figlio.

## Filmografia

### Attrice

#### Cinema
- Agnes et Milane, regia di Tristan Tilloloy - cortometraggio (2017)
- Margot, regia di Selen P. Flores e Hannah L. Smith - cortometraggio (2017)
- En ville, regia di Myriam Doumenq - cortometraggio (2018)
- Entre deux, regia di Myriam Doumenq - cortometraggio (2019)
- Il re di Staten Island (The King of Staten Island), regia di Judd Apatow (2020)
- I'm Fine!, regia di Emma Doxiadi - cortometraggio (2020)
- Filles bleues, peur blanche, regia di Lola Halifa-Legrand e Marie Jacotey - cortometraggio (2020)
- Canines, regia di Abel Danan - cortometraggio (2020)
- After Dark, regia di Minka Bleakley - cortometraggio (2021)
- Comme des grands, regia di Ania Gauer e Julien Gauthier - cortometraggio (2021)
- Cosmic Disaster, regia di Nika Burnett e Pauline Chalamet - cortometraggio (2021)
- Seasick, regia di Lindsey Ryan - cortometraggio (2021)
- The Appraisal, regia di Gina Hackett - cortometraggio (2023)
- What Doesn't Float, regia di Luca Balser (2023)
- Between the Temples, regia di Nathan Silver (2024)
- Female Captive, regia di Brit Crawshaw e Josh Hayward - cortometraggio (2024)

#### Televisione
- Una vita da vivere (One Life to Live) – soap opera, episodio 1.7809 (1999)
- Royal Pains – serie TV, episodio 1x02 (2009)
- La Ville - serie TV, episodio 1x01 (2017)
- Acting for a Cause - serie TV, episodio 3x04 (2020)
- Les Engagés – serie TV, 2 episodi (2021)
- The Sex Lives of College Girls – serie TV, 30 episodi (2021-2025)
- Split - miniserie TV, 5 episodi (2023)

### Doppiatrice
- American Dad! - serie TV, episodio 19x16 (2023)

## Doppiatrici italiane
Nelle versioni in italiano delle opere in cui ha recitato, Pauline Chalamet è stata doppiata da:
- Eva Padoan in Royal Pains
- Sara Giacopello in Il re di Staten Island